# Piroksenit

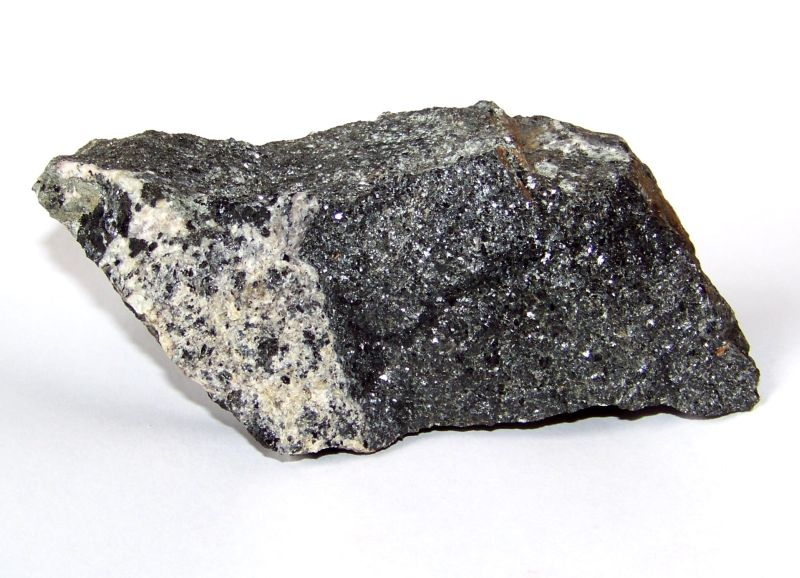
Piroksenit Bystrzycy Górnej na Dolnym Śląsku

Piroksenit – skała magmowa głębinowa pochodzenia ultrazasadowego, brunatnoczarna, ziarnista, zbudowana prawie wyłącznie z piroksenów jednoskośnych lub rombowych. Często w niewielkich ilościach zawiera także hornblendę, biotyt, chromit i magnetyt. 
Występuje w USA, Irlandii, na Grenlandii, Zimbabwe. Na terenie Polski piroksenity występują na małych obszarach Sudetów w Górach Bialskich, Rudawach Janowickich, w okolicy Sobótki, gdzie występują razem ze skałami z klasy gabra i bazaltu.